# Avenida Miguel Obando y Bravo
La Avenida Cardenal Miguel Obando y Bravo (originalmente «Pista Miguel Obando y Bravo») es un bulevar importante en el centro de Managua, inaugurado el 10 de diciembre de 2008 en honor al Cardenal Miguel Obando y Bravo. Su extensión es de aproximadamente 8 metros de ancho, con dos puentes vehiculares y una inversión de unos 100 millones de córdobas (aproximadamente US$ 5.5 millones).

## Historia
El proyecto inicio en la década de 1980 como parte del plan de expansión vial de la Alcaldía de Managua, pero no fue hasta 2006 que se iniciaron las obras de su primera fase. El 4 de junio de 2007 se dio comienzo a la segunda etapa, desde la colonia Los Robles hasta la intersección con la Avenida Bolívar, frente al Instituto Rigoberto López Pérez.
La tercera y última fase incluyó la construcción de 500 m de nueva calzada, revestimiento asfáltico, dos puentes vehiculares, drenaje pluvial y luminarias, con una inversión de C$ 38 millones. La pista, que conecta los barrios Liberia, México y Carlos Fonseca, fue inaugurada el 11 de diciembre de 2008 por el cardenal Obando, el entonces alcalde Dionisio Marenco y la comuna.

## Características
- Longitud total del tramo actual: 8 metros de calzada, con aceras laterales.
- Cruza 2 puentes vehiculares.
- Conecta la Pista Radial Santo Domingo (oeste) con la Pista El Dorado (este).
- Cruza avenidas principales como el Paseo de la Unión Europea, la Pista Juan Pablo II (también conocida como Pista de La Resistencia), la Carretera a Las Nubes y la Avenida Principal de Altamira.
- Atraviesa los barrios de Liberia, México y Carlos Fonseca, en el Distrito V.
- Incluye el acceso al Parque Japón Nicaragua, zona de recreación.

## Uso y tráfico
Actualmente, la pista es una vía de alta demanda vehicular, utilizada por centenares de autobuses urbanos, taxis y vehículos particulares. Es considerada como parte del eje vial principal entre sectores del Distrito V y el este de Managua.